# Sciara nigrifemur
Sciara nigrifemur är en tvåvingeart som beskrevs av Edwards 1928. Sciara nigrifemur ingår i släktet Sciara och familjen sorgmyggor. Inga underarter finns listade i Catalogue of Life.